# Генеральный план

Концепция развития одного из районов Кабула, Афганистан

Генера́льный план (генплан, ГП) в общем смысле — проектный документ, на основании которого осуществляется планировка, застройка, реконструкция и иные виды градостроительного освоения территорий. 
Основная часть генерального плана — это масштабное изображение, полученное методом графического наложения чертежа проектируемого объекта на топографический, инженерно-топографический или фотографический план территории. При этом объектом проектирования может являться как земельный участок с расположенным на нём отдельным архитектурным сооружением, так и территория целого города или муниципального района.

## Генеральный план населённого пункта
Генеральный план — научно обоснованный перспективный план развития города (применительно к старому городу — его реконструкции и дальнейшего развития) или любого другого населенного пункта. Согласно Градостроительному кодексу РФ, является одним из основных документов территориального планирования.
Сроки реализации генерального плана оговариваются в особом документе — плане реализации генерального плана, принимаемом не позднее 3-х месяцев со дня утверждения соответствующего генплана, и составляют, как правило, около 20 лет.
Любой генеральный план содержит аналитический блок и блок проектного предложения. Каждый из них, в свою очередь, включает в себя графические материалы, представленные в виде карт (схем), и текстовую часть. Среди обязательных схем в составе генплана Градостроительным кодексом РФ предусмотрены:
- схема объектов электро-, тепло-, газо- и водоснабжения населения в границах города;
- схема автомобильных дорог общего пользования, мостов и иных транспортных инженерных сооружений в границах населенных пунктов;
- схема использования территории муниципального образования с отображением границ земель различных категорий, иной информации об использовании соответствующей территории;
- схема границ территорий объектов культурного наследия;
- схема границ зон с особыми условиями использования территорий;
- схема границ территорий, подверженных риску возникновения чрезвычайных ситуаций природного и техногенного характера;
- схема границ зон негативного воздействия объектов капитального строительства местного значения в случае размещения таких объектов;
- схема планируемых границ функциональных зон с отображением параметров планируемого развития таких зон;
- схемы с отображением зон планируемого размещения объектов капитального строительства местного значения;
- карты (схемы) планируемых границ территорий, документация по планировке которых подлежит разработке в первоочередном порядке;
- схема существующих и планируемых границ земель промышленности, энергетики, транспорта, связи.

Генеральные планы городов и поселений в различных странах различны по названию, составу, функциям и правовому статусу. Реконструкция, застройка и освоение территорий ряда крупных городов ведётся без какого-то ни было единого документа планирования и зонирования территории. В России, как и во многих странах Запада, генплан как юридический документ носит рекомендательный характер, то есть не является источником градостроительного права. На уровне города, поселения в роли такового выступают правила землепользования и застройки, включающие карту градостроительного зонирования, градостроительные регламенты. По мере перехода страны на рыночные рельсы наблюдается постепенное сокращение сроков действия и уменьшение градорегулирующей роли генплана в пользу документов более низкого уровня — проектов планировки и межевания.

### Генеральные планы городов России
- Генеральный план Екатеринбурга
- Генеральный план Липецка
- Генеральный план Санкт-Петербурга
- Генплан Москвы 1935 года

## Генеральный план как часть проектной и рабочей документации

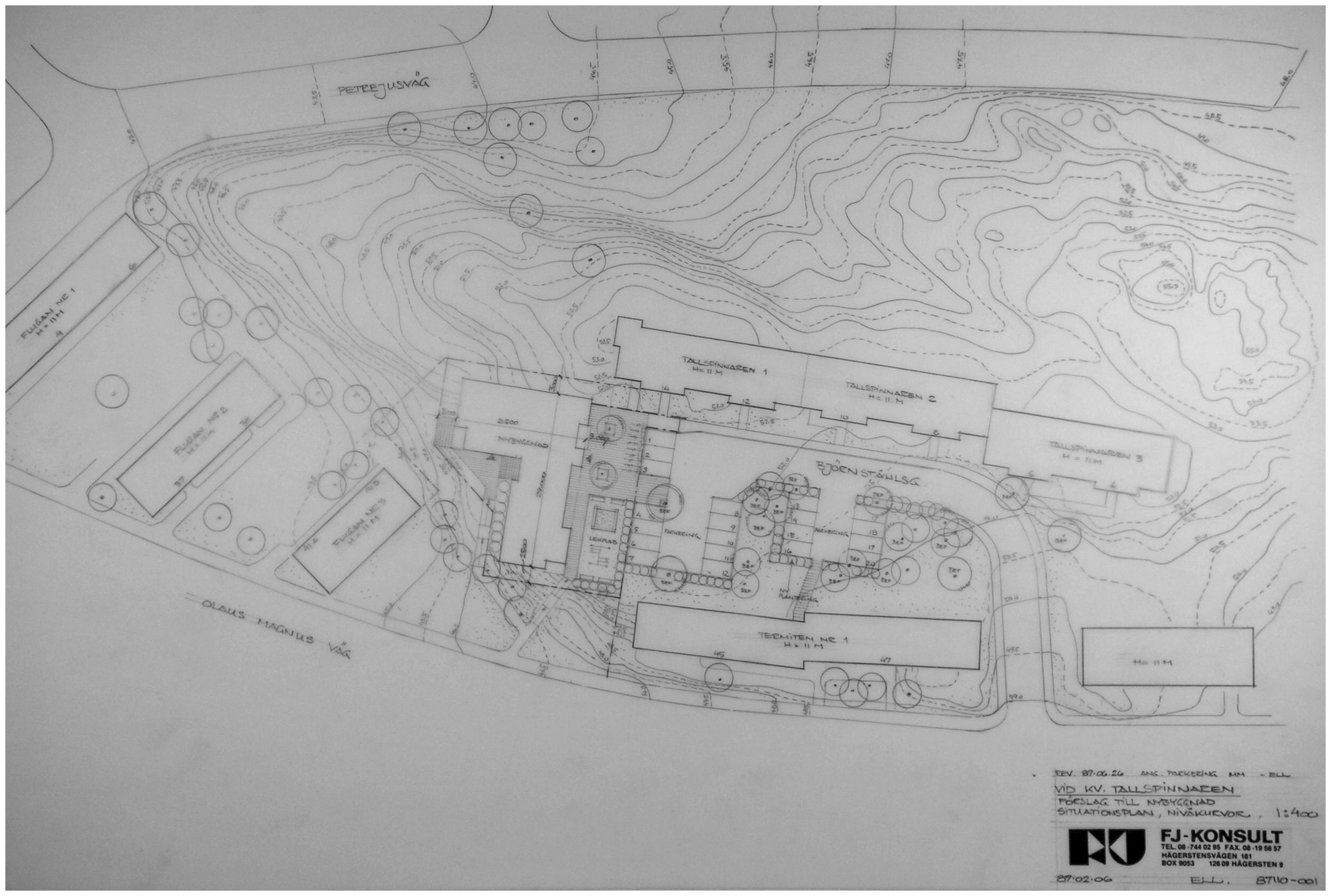
Генплан архитектурного сооружения в пригороде Стокгольма

Генеральный план территории здания, представляющий собой масштабное изображение проектируемого (реконструируемого) здания, сооружения или комплекса на подоснове со схематичным обозначением входов и подъездов к нему, элементов благоустройства и озеленения на прилегающем участке, транспортных путей. Чаще всего генплан представляет собой вид сверху, но в отдельных случаях совмещается с планом первого этажа (так называемый «вскрытый план») проектируемого здания. Наиболее употребительные масштабы для генпланов 1:2000, 1:500, 1:200. В архитектурном проекте образует самостоятельный раздел Генеральный план (ГП). В проектной документации, подлежащей экспертизе, употребляется термин «Схема планировочной организации земельного участка (ПЗУ)» (раздел 2, п.12 Постановления Правительства РФ от 16 февраля 2008 г. №87).
В состав основного комплекта чертежей генерального плана на стадии «рабочий проект» включают:
- общие данные по рабочим чертежам;
- разбивочный план;
- план организации рельефа;
- план земляных масс;
- сводный план инженерных сетей;
- план благоустройства территории;
- выносные элементы (фрагменты, узлы)